# 素麺

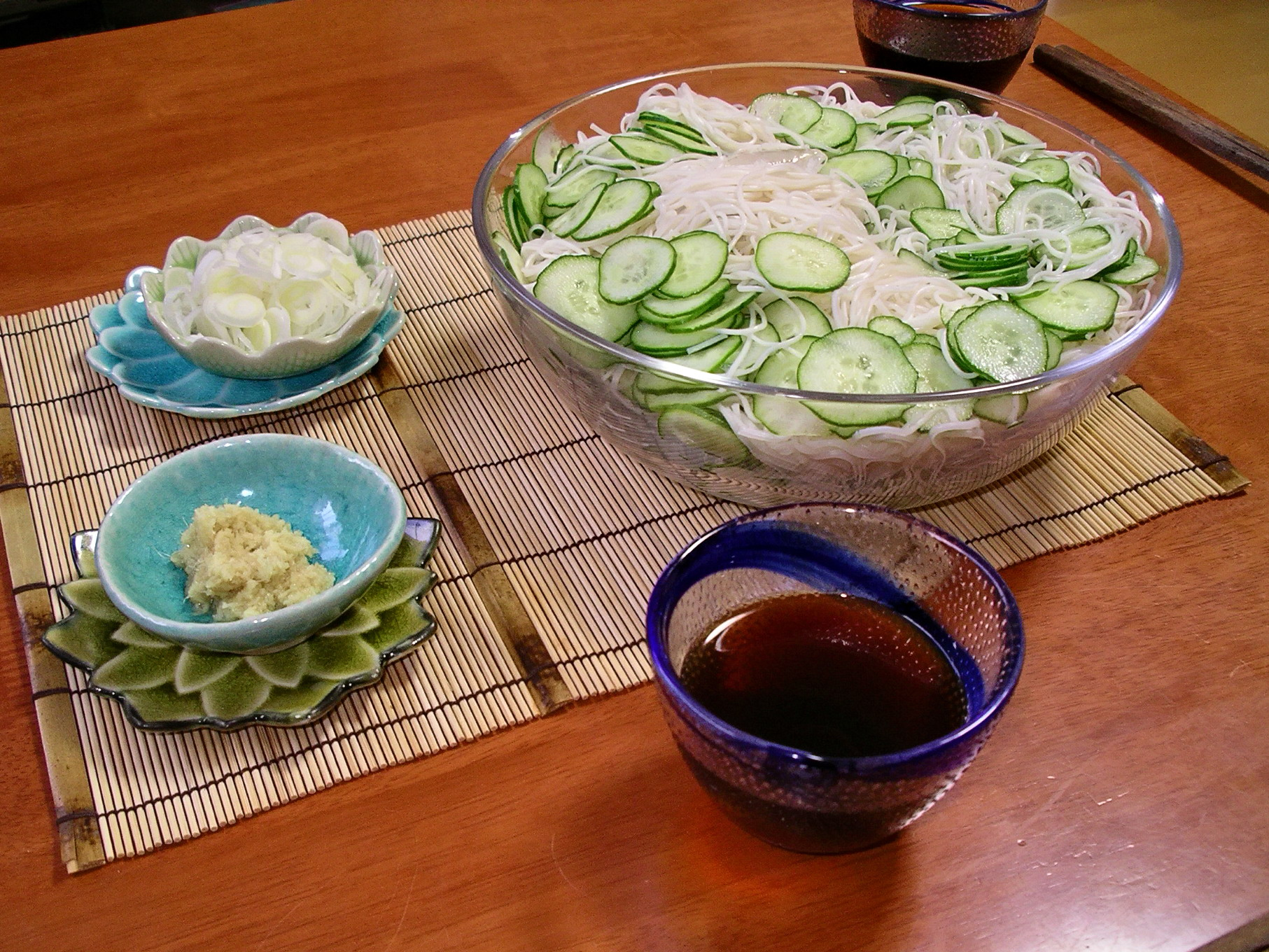
夏の冷や素麺

素麺（そうめん、索麺）は、小麦粉を原料とした日本を含む東アジアの麺のひとつ。主に乾麺として流通するため、市場で通年入手できるが、冷やして食することが多く、清涼感を求めて夏の麺料理として食するのが一般的である。

## 名称
索餅・索麺・素麺などの名称が混じって用いられた。
古代中国大陸の後漢の『釈名』や唐の文献に度々出てくる「索餅」が日本に伝わったものとする説が有力である。その他の説として、南北朝時代に元から禅僧の往来や貿易によって「索麺」が伝えられたものという説がある。室町時代には現在の形になったとされ、「そうめん」が初めて記録されるのは素麺の初見は康永2年（1343年）八坂神社の『祇園執行日記』で「丹波素麺公事免除」と記述されている。さらに、奈良の法隆寺の『嘉元記』正平7年（1352年）5月10日条に、僧兵の快賢が南北朝の合戦に参加した恩賞の宴に「サウメマ」が振舞われていて、このころ「素麺」の名称が定着したとされる。

## 歴史

### 索餅の伝来
- 素麺は五島列島へ伝来後、九州を経て奈良県桜井市等に広がったとされており そうめん特集、奈良時代に唐から伝来した唐菓子の1つ、索餅（和名で「麦縄」とも書く事もある）に由来するとする説が広まっている[1]。
- 日本では天武天皇の孫、長屋王邸宅跡（奈良市）から出土した木簡が最も古い「索餅」の記録となっている[1]。原形はもち米と小麦粉を細長く練り2本を索状によりあわせて油で揚げたもので、現在の油条に似たものと考えられる。唐菓子の索餅は神饌として現在でも用いられており、素麺の原形を知る手がかりとなる。
- 索餅の材料・分量・道具については平安時代中期の『延喜式』に書かれており、小麦粉と米粉に塩を加えて作る麺（米粉は混ぜないという説もある）という事は分かっているが、形状については不明であり[1]現在の素麺やうどんよりもかなり太く、ちぎって食べたのではないかとする説が有力的である。
- 祇園社の南北朝時代の記録である『祇園執行日記』の康永2年7月7日（1343年7月28日）の条に、麺類を指す言葉として索餅（さくべい）、索麺・素麺（そうめん）と3つの表記があり、これが「そうめん」という言葉の文献上の初出とされている[1][注釈 1]。
- 平安時代には七夕に索餅を食べると病（マラリア性の熱病）にかからないという中国の故事に倣って、宮廷での七夕行事に索餅が取り入れられていた[1]。

### 索麺から素麺への変化
- 奈良時代から南北朝時代には形状が不明であった索餅がこの時代を境に形状が解明されてきているが、索麺はそれまでの索餅と形状も名称も似ているため、言葉の混用が起きたと考えられている[1]。
- 中国では日本よりもはるかに早く、北宋時代に「索麺」の表記が出ている。南宋時代末期から元初期頃の『居家必要事類全集』という百科全書に出ている索麺の作り方には「表面に油を塗りながら延ばしていくことで、最後に棒に掛けてさらに細くする」等といった日本の手延素麺の製法と酷似した特徴が書いてある[1]。
- 室町時代は、茄でて洗ってから蒸して温める食べ方が主流で、「蒸麦」や「熱蒸」とも呼ばれた。この時代の文献には、「梶の葉に盛った索麺は七夕の風流」という文章も残されている。また、この時代の宮廷の女房詞では、素麺を「ぞろ」と呼んでいた[1]。
- 江戸時代には、七夕（七姐節）にそうめんを供え物とする習俗が広まっていった。これは、細く長い麺を糸に見立てて裁縫の上達を祈願したものである[1]。
- 寺島良安の『和漢三才図会』（1712年）では索餅を「さふめん」と読み、「俗に素麺ともいう」としており、江戸時代初期の儒学者林羅山も同様の認識を示している。また、江戸末期の記録者斎藤月岑が『東都歳時記』（1838年）の中で「家々冷索麺を饗す」と記しているように、江戸末期まで「そうめん」の表記は混乱が見られる[4]。

## 分類
日本における乾燥素麺は日本農林規格（JAS規格）において定義される「干しめん」に分類される。「干しめん」は小麦粉・デンプン・食用植物油（めん帯又はめん線に塗付する場合に限る。）・食塩・抹茶及び粉末野菜を原材料とし、添加物の規定を遵守したものとされている。
内閣府令の『食品表示基準』によれば「干しめん」のうち、小麦粉に食塩と水を混ぜてよく練った生地にでん粉、食用油または小麦粉を塗付し、よりをかけながら引き伸ばして乾燥・熟成させ、めんを引き伸ばす過程を手作業で行う製法のものは「手延べ干しめん」に分類されている。
『食品表示基準』においては、原則的に「干しめん」「手延べ干しめん」と表示を行うことになっているが、以下の条件を満たしたものについては「そうめん」等の表示を行うことが可能である。直径1.3mm以下の干しめんは、「そうめん」「干しそうめん」と表示することが可能であるとされる。長径1.3mm以上は「ひやむぎ」または「細うどん」、長径1.7mm以上はうどん（饂飩）と表示しても構わないとされている。幅が4 .5mm以上で、厚さが2mm以下の場合は「ひらめん」「きしめん」「ひもかわ」に分類される。手延べ干しめんの場合は、素麺もひやむぎも同基準であり、長径が1.7mm未満のものが「手延べそうめん」もしくは「手延べひやむぎ」の表示が可能である。長径が1.7mm以上のものは「手延べうどん」の表示が可能である。
乾麺のものは保存性はよいが、他の麺に比べてタバコシバンムシなどの虫がつきやすく、保存には注意が必要である。長期間保存され油分が抜けるとサラサラとした口当たりになり食味が増す。手延べ素麺の賞味期限は多くの業者が製造後3年6ヵ月としている。
生麺・茹で麺等については業界団体である全国生めん類公正取引協議会が定める『生めん類の表示に関する公正競争規約』で、「この規約で「うどん」とはひらめん、ひやむぎ、そうめんその他名称のいかんを問わず小麦粉に水を加え練り上げた後製麺したもの、または製麺した後加工したものをいう」となっている。この規約上「素麺」は「うどん」に分類されており、狭義では生麺・茹で麺タイプの素麺はうどんの一種とも解釈できる。しかし別項にて「一般消費者に誤認されない名称に替えることができる」となっているため、それにより「素麺」の名を使用することも認められており、『生めん類の表示に関する公正競争規約』では一部特産品を除き太さに関する具体的な数値による基準や形状に関する具体的な規定を設けていないため、「素麺」、「ひやむぎ」、「細うどん」等は製造・販売業者にて見た目の形状による判断や意向等により、一般消費者に誤認されない範囲で自由に選択して名付けられる。そのため、この規約に沿った生麺・茹で麺タイプの素麺が実際に製造・販売されている。シマダヤ「流水麺そうめん」、サン食品「チャンプルーの麺（そうめん）」などがその例である。

### 添加物によるバリエーション
さまざまな食品を添加した素麺も作られている。
水前寺のり素麺
水前寺のりを加えて練ったもの。水前寺のりを添加した事で伸びにくくモチモチした食感が特徴で、のりの個体によって濃淡の色が出る。
抹茶素麺
抹茶を加えて練ったもの。緑色をしている。
いちご素麺
イチゴの果汁を加えて練ったもの。薄紅色をしている。
梅素麺
梅干しを潰して練り込んだもの。薄紅色をしている。
酒素麺
清酒を加えて練ったもの。コシと滑らかさが増すという。
あご素麺
あご（トビウオ）を練りこんだもの。
伊予柑素麺
イヨカンを練りこんだもの。濃橙色をしている。
オリーブ素麺
オリーブの果実を練り込み表面にはオリーブ油を塗ったもの。
黒ゴマ素麺
黒ゴマを練り込んだもの。

### 節麺（バチ）
節麺（ふしめん）は素麺を作る際の副産物で、棒で延ばすときに棒にかかる曲線部分を切り分けたものをいう。直線部分が正規の商品である素麺となり、節麺は商品としては別個として取り扱われることがある。
節麺は、素麺節（そうめんふし）、切り落としと呼ぶ地域もある。兵庫県では、その形が三味線のバチに似ている事から「バチ」と言い、広く親しまれている。神戸市では、バチを吸い物にいれた「バチ汁」が給食として出されている。材料は素麺と同じであるが、幅があり、曲がりの部分はパスタのコンキリエに少し似たような立体をしているので、JAS規格の素麺には当たらない。太さがあるので、ゆでても塩分が残り、食感も違うので、素麺とは違う風味がある。鍋料理と煮込んだり、みそ汁の具にするなどの使い方が多い。

## 食べ方

### 冷やし
湯を沸かして茹でてから、氷水や流水で冷し、ぬめりを取るための揉み洗いをした後、めんつゆにつけて食べるのが最も一般的である。後述の熱いツユで食べる「にゅうめん」に対して「冷やしそうめん」、「冷やそうめん（ひやそうめん）」と呼称されることもある。茹でる水には塩を入れない。これは麺に含まれる塩分を出すためである。吹きこぼれそうになった際に差し水（あるいはびっくり水）と呼ばれる冷水を入れるかどうかは意見が分かれる。麺が細く他の味が移りやすいため、茹で上がったら、できるだけよい水で洗い、製造時の手油を取り去る必要がある。
冷やし素麺は日本の夏季の麺料理の代表格であり、夏季には各醤油メーカーや食品メーカーから、「素麺つゆ」と呼ばれる調味済みのめんつゆが販売される。つゆは醤油、出汁、みりんあるいは砂糖などからなる甘辛いもので、食べる前日に作るのがよいとされる。また、そばつゆよりは砂糖やみりんが多く添加され、甘味が勝るものが多い。出汁の材料は地域によってさまざまだが、鰹節、干しエビ、干し椎茸などが一般的である。ごまだれをめんつゆに入れたりつけ汁として用いる場合もある。付け合わせに煮込んだシイタケ、茄子、錦糸卵、トマト、蒲鉾、海老、缶詰のみかん等がつく場合もある。関西地方では冷やし中華（冷麺）のようにハム、キュウリなども添えるのが一般的。薬味としては、刻み葱、おろし生姜、胡麻、ミョウガ、山椒、海苔、鰹節、大葉、おろし山葵などが用いられる。

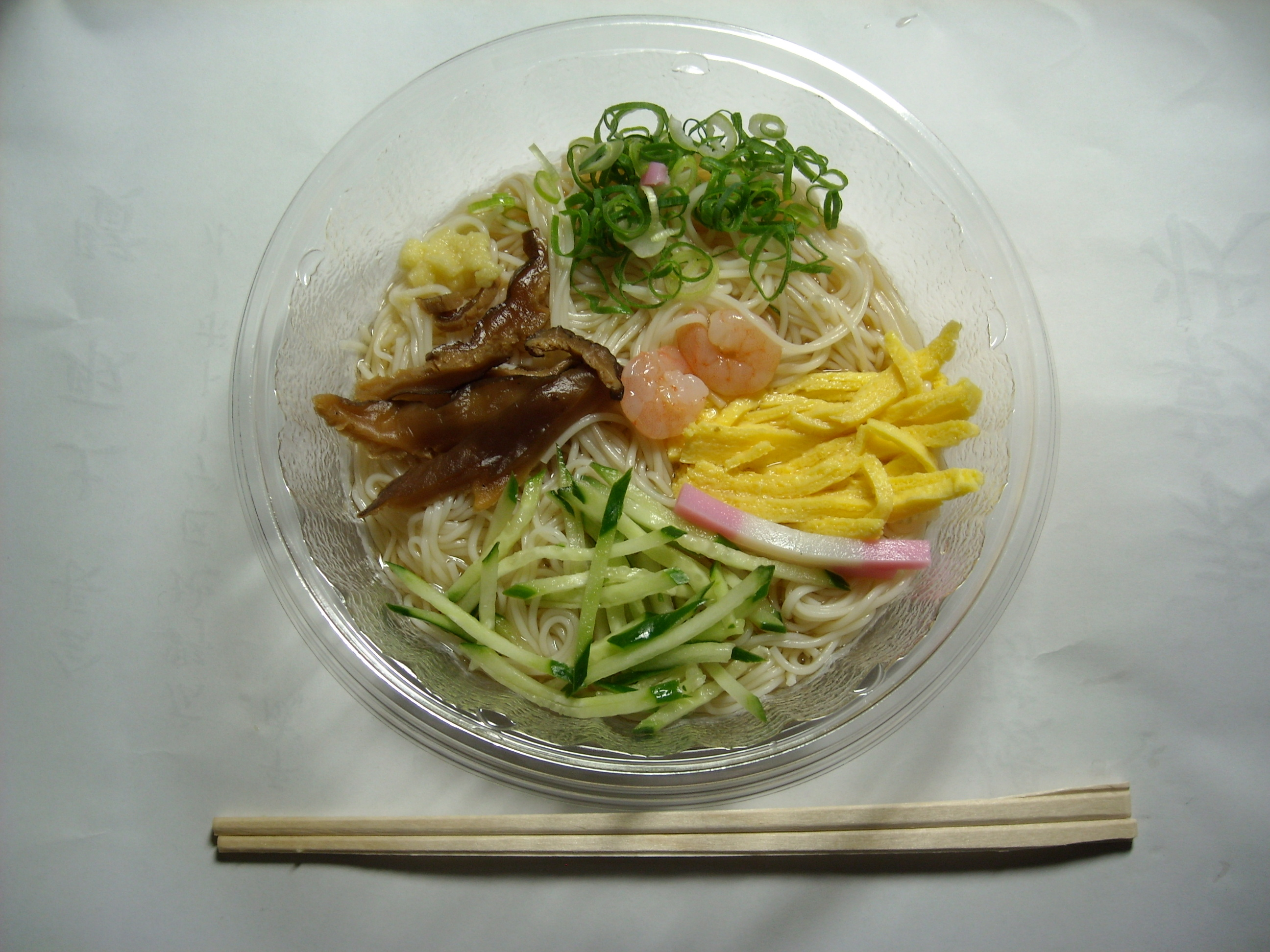
関西の素麺（ぶっかけ素麺）の一例

#### 流し素麺

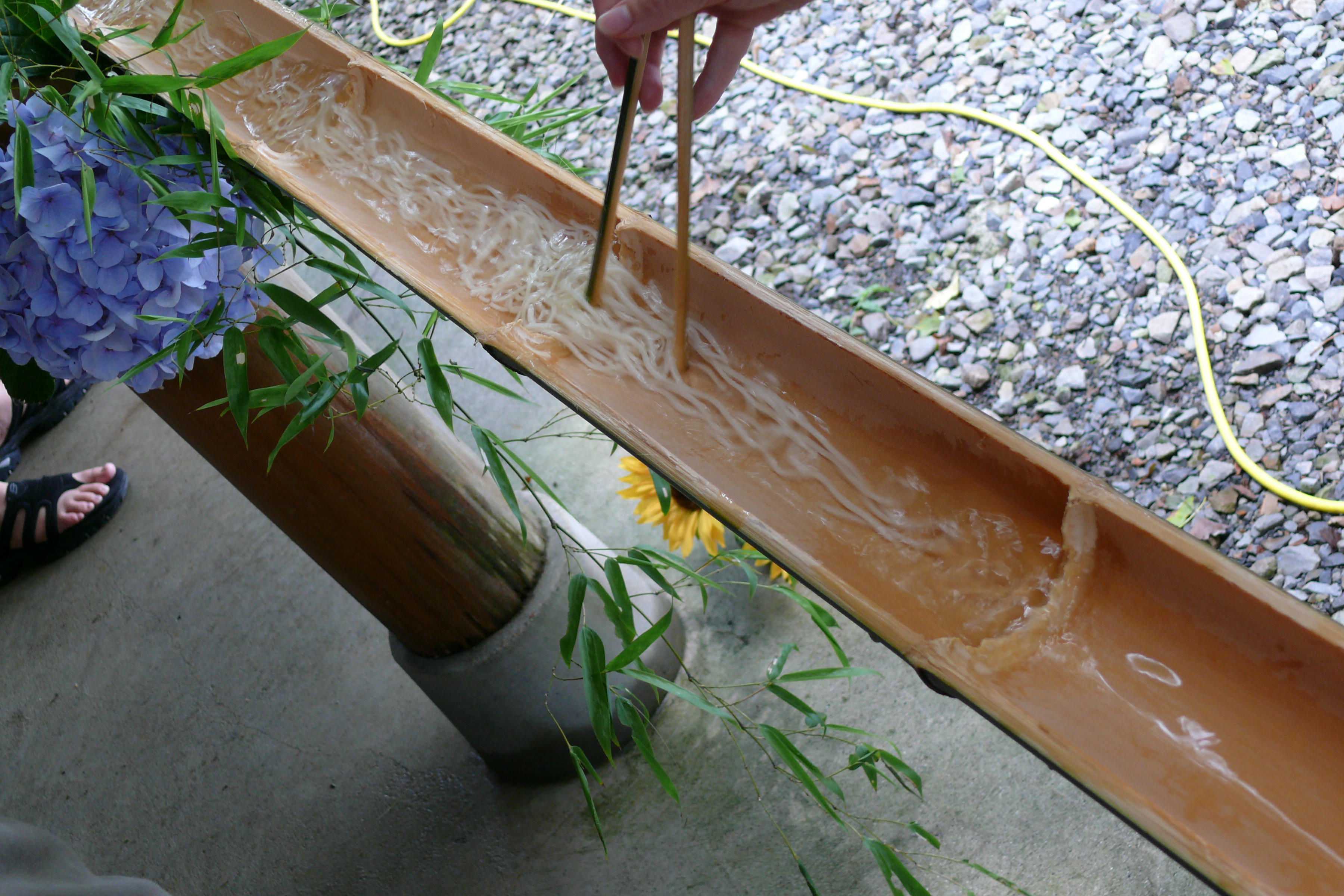
流し素麺

竹製の樋を使って素麺を流し、箸で捕まえてめんつゆ等に付けて食べる。この流し素麺は、夏の風物詩とされている。そばやうどんで行われることもある。
昭和30年（1955年）に創業した宮崎県西臼杵郡高千穂町の高千穂峡にあるお茶屋『千穂の家』が、店頭に「昭和参拾年創業　元祖流しそうめん」と掲げており、商業化発祥の店とされている。ちなみに、昭和37年に創業した岐阜県郡上市の阿弥陀ケ滝荘も『元祖流しそうめん発祥の地』という石碑を設置し発祥地を謳っている。
宮崎県で流し素麺が商業化される以前にも、素麺を流水に流し食す行為は薩摩藩の人々の間で行われていた。薩摩藩の支配下にあった琉球において江戸時代に、薩摩の出先機関である在番奉行所の役人への接待の中で、那覇湾の一角に崖上から落下する清冽な泉流の上源から素麺を流し、中途ですくって食べるのが、在番奉行衆の夏の遊興の一番の楽しみであったという。幕末にあたる文政に鹿児島において素麺を流す行為が行われていたことも記されており、天保時代に書かれた旅行記『鹿児島風流（）』には、慈眼寺において岩間に流れる水を利用し「夏は素麺流しとして、水上より素麺を流し、下にてすくい食う。石の上の酒宴、甚だ興あり。最も紅葉の名所なり」と記されている。
ロッテオリオンズ本拠地時代の川崎球場では、観客の少なさを逆手にとり、道具と素麺を自主的に持ち込み流し素麺を行ったことがあり、テレビ番組の『プロ野球珍プレー・好プレー大賞』等で紹介されて一躍有名となった。
平成26年（2014年）8月31日、リニア中央新幹線の新駅設置が決定した記念に、相模原青年会議所が神奈川県の相模原市立北総合体育館で行った『第1回 流しそうめん世界大会』が開催された。名古屋市の食品メーカーに開発を依頼した、摩擦が少なく高水圧でも麺がばらけない青色の太麺「リニア麺」を使用し、屋外の階段に長さ14mの竹を30～35度の角度で立てかけ、汲み上げ用ポンプを使用して毎分42リットルの水を流しつつ、業務用の高圧洗浄機で一気に押し流す方法で、時速40キロメートルを達成して、流し素麺の世界最速記録を更新。『ザ!鉄腕!DASH!!』の流し素麺企画にも協力している、平成24年（2012年）に設立された『世界流しそうめん協会』が、平成25年（2013年）7月11日に京都駅で樹立した非公式最速記録を破ったが、どちらもギネスには申請せず実施しており、ギネス世界記録には認定されていない。
平成28年（2016年）8月27日、奈良県御所市において全長3317.7mの流し素麺に成功し、最長の世界記録を更新してギネス世界記録に認定された。
コロナ禍の2020年8月、島根県津和野町の太皷谷稲成神社で、子どもたちが食べずに見守る流しそうめんが行われた。そうめんに続いて、お菓子などが入ったカプセルを流し、子供たちは専用の道具ですくい取った。

#### そうめん流し

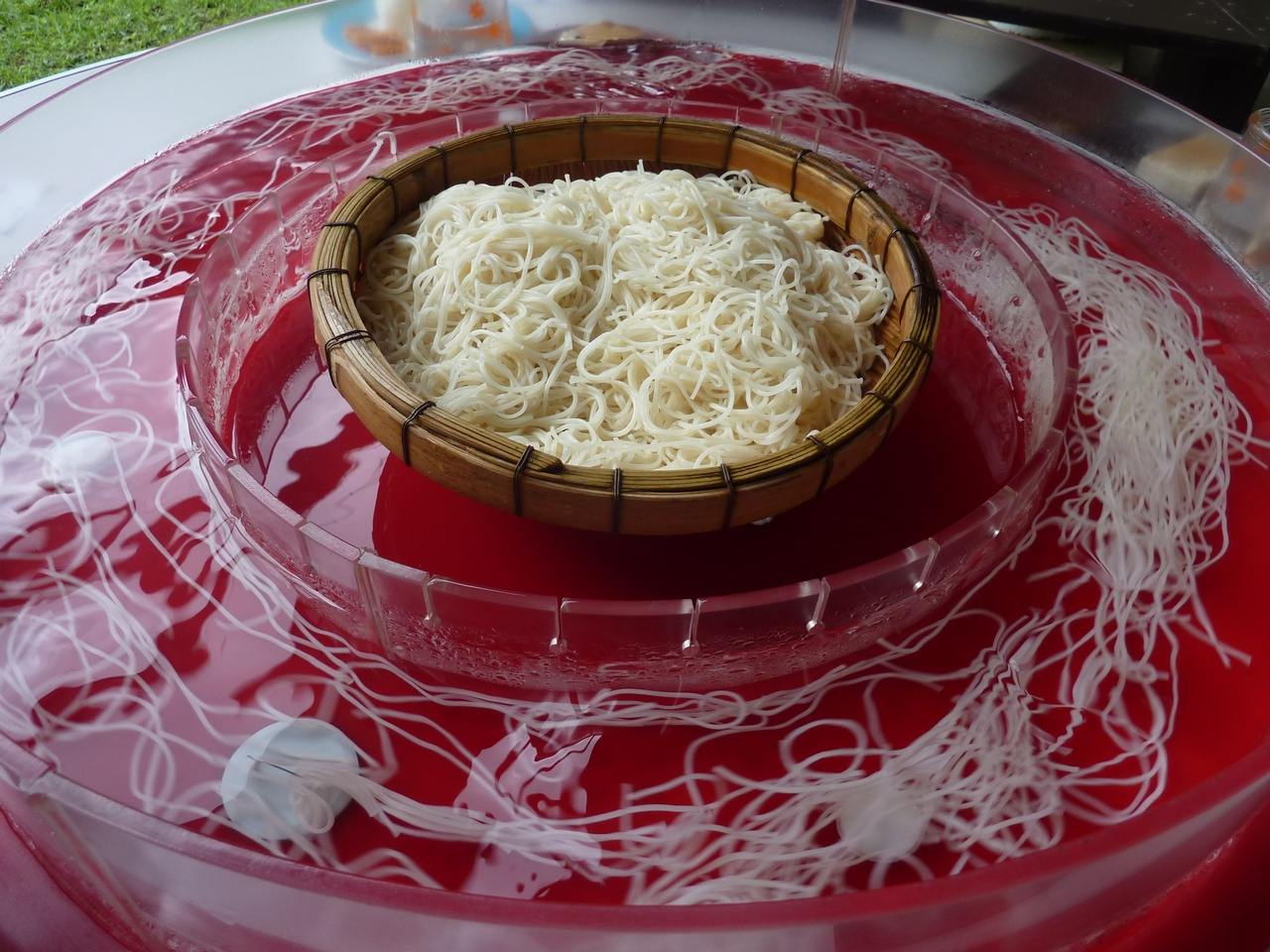
鹿児島県では一般的な回転式そうめん流し

『回転式そうめん流し器』という、円卓テーブル上を円環する樋に、水圧で水流を起こし素麺を流して、箸ですくい食べる装置を用い、めんつゆ等に付けて食べる。前述されている流し素麺に対し、こちらはそうめん流しの名で親しまれており、この装置によるそうめん流しは、昭和37年（1962年）に創業した鹿児島県指宿市唐船峡の『指宿市営 唐船峡そうめん流し』が発祥である。特に鹿児島県内各地では「そうめん流し」の名を冠した飲食店や観光施設が多数営業している。
回転式そうめん流し器を共同開発した『鶴丸機工商会』は、この装置を鹿児島県以外でも様々な店舗や施設に納品しており、九州各県のみならず東北地方や北海道でも設置しているほか、中国や韓国など海外からも購入されている。兵庫県、和歌山県、奈良県、群馬県、栃木県、秋田県、青森県などにも回転式そうめん流し器を設置している店舗があり、長崎県島原市では市のウェブサイトでも観光情報として、そうめん流しを紹介するなどして、夏の風物詩となっている。
業務用そうめん流し器には、『鶴丸機工商会』が共同開発したタイプのほかに、鹿児島のシンボルである桜島とその周囲の錦江湾をイメージした、山のように盛り上がった機械の中心部分にある穴から素麺が吹き出すタイプで、鹿児島市の『谷山観光協会直営 慈眼寺そうめん流し』にしかない噴流型そうめん流し器もあり、特許も取得されている。『鶴丸機工商会』から家庭用の卓上用そうめん流し器も製造販売されているほか、近年では家庭用に電動式で回転する流水を作る、卓上タイプの小型で安価な商品が「そうめん流し器」「流しそうめん器」など様々な商品名で各メーカーから製造販売されている。
流し素麺が商業化される以前から、素麺を流す行為自体は幕末の頃から鹿児島で行われていたことが古い記録に残されており、天保時代に書かれた旅行記『鹿児島風流（）』には、慈眼寺において岩間に流れる水を利用し「夏は素麺流しとして、水上より素麺を流し、下にてすくい食う。石の上の酒宴、甚だ興あり。最も紅葉の名所なり」と記されている。江戸時代には、薩摩藩の支配下にあった琉球において、薩摩の出先機関である在番奉行所の役人への接待の中で、那覇湾の一角に崖上から落下する清冽な泉流の上源から素麺を流し、中途ですくって食べるのが、在番奉行衆の夏の遊興の一番の楽しみであったという。

#### そうめんサラダ
そうめんサラダは、素麺の上にレタス、トマトなどのサラダの具を盛り付け、マヨネーズと麺汁をベースにしたドレッシングをかけて食べる料理である。サラダ素麺とも言われる。

### にゅうめん

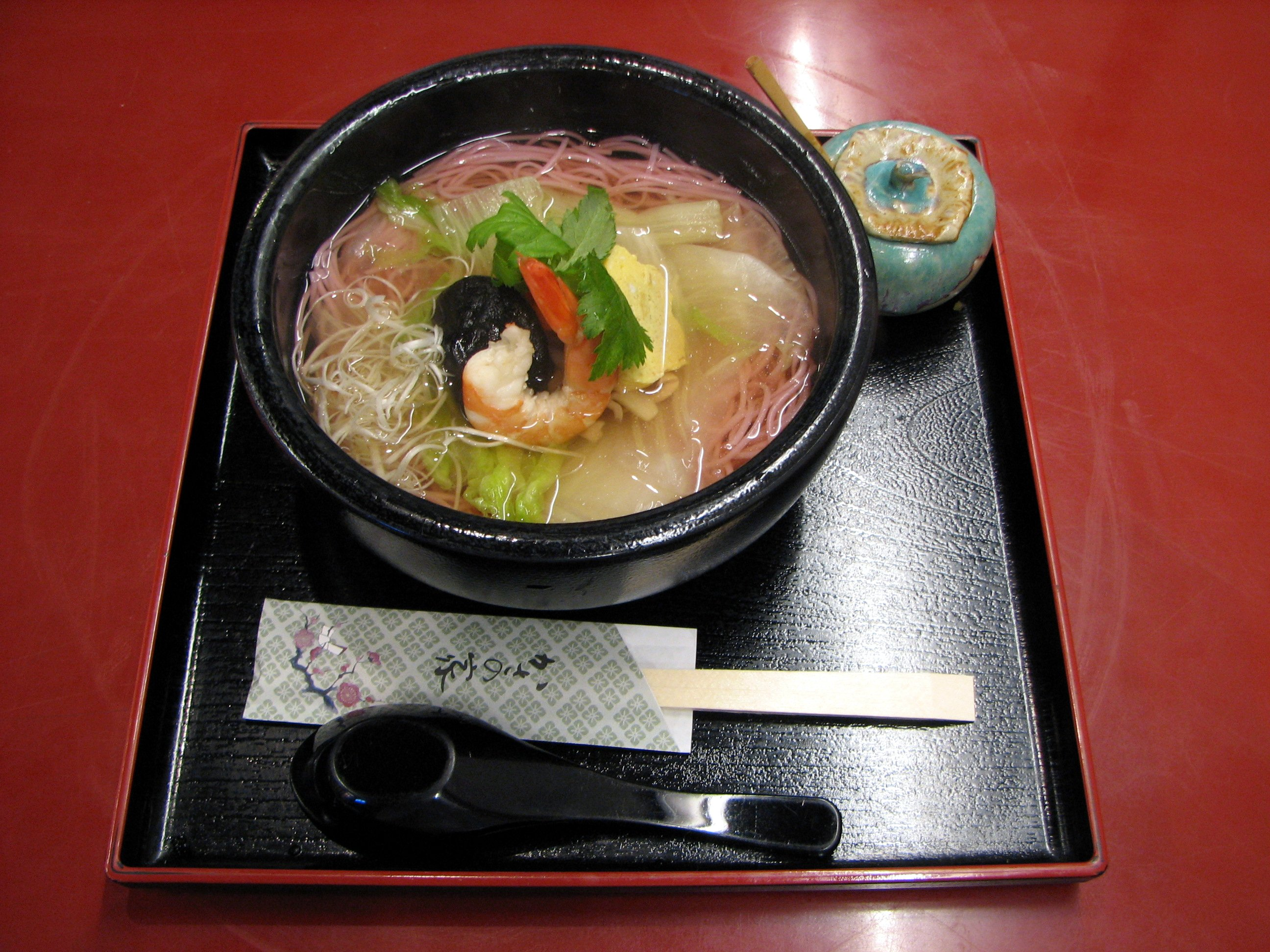
にゅうめん

茹で上げた素麺に熱いつゆをかけるか、もしくはつゆ、出汁、味噌汁などで煮込んで食べるもの。「煮麺」が訛ったものとされるが、異説もある。にゅうめんをよく食べる地域では、冷たい素麺を「冷や素麺」と区別して呼ぶ場合もある。中華料理風にすることも可能で、揚げた素麺を用いると風味が変わる。
起源
奈良県三輪地区の伝統料理である。「にうめん」と書いた最初の記録は京都の『節用集』饅頭屋本である。

#### 吸い物
素麺は吸い物や味噌汁の具としても用いられる。汁が主のため、にゅうめんのようには多く入れず、器も小さいものを用いる。普通の素麺だけでなく、前述の「バチ」が入れられることもあり、これは「バチ汁」と呼ばれる。

### その他
その他の食べ方として、以下のような例がある。
また、素麺や節麺を素材に、他の料理へ転用するアレンジも行われている。

#### 揚げそうめん
素麺を揚げて食べるほか、料理の飾りとして素麺を乾燥したまま揚げて使う場合がある。なお、揚げてから煮ると、中国広州の伊府麺のような風味を楽しむことができる。

#### カノムチーン
タイ料理で、カレーなどを和えて食べるもの。日本では手に入りづらい細いライスヌードルの代用として素麺やビーフンが使われることがある。

#### ブンチャー
ベトナム料理で、野菜とともに甘辛いたれで食べるもの。これもライスヌードルの代用として素麺が使われることがある。

## 日本各地の素麺料理

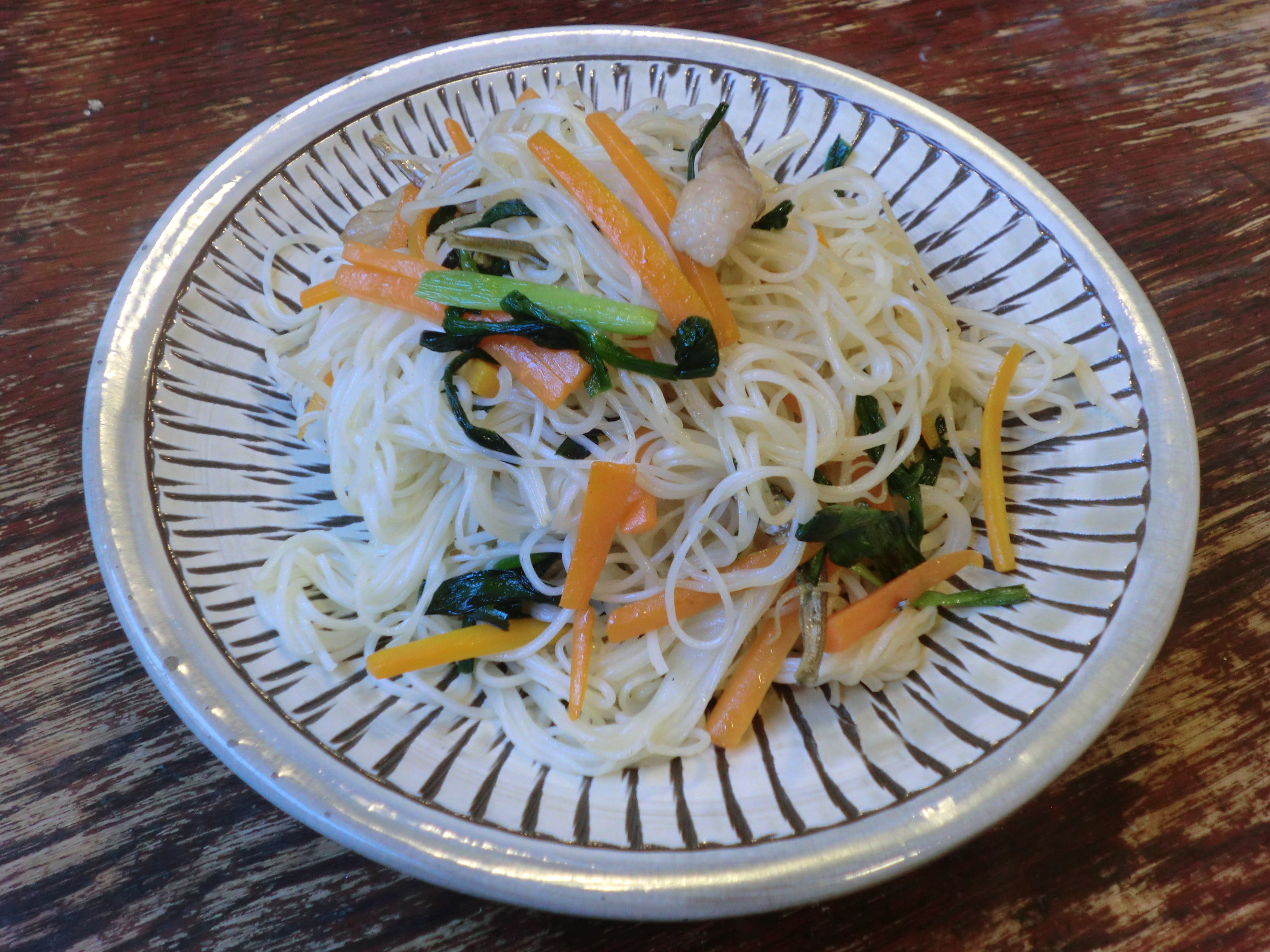
油そうめん

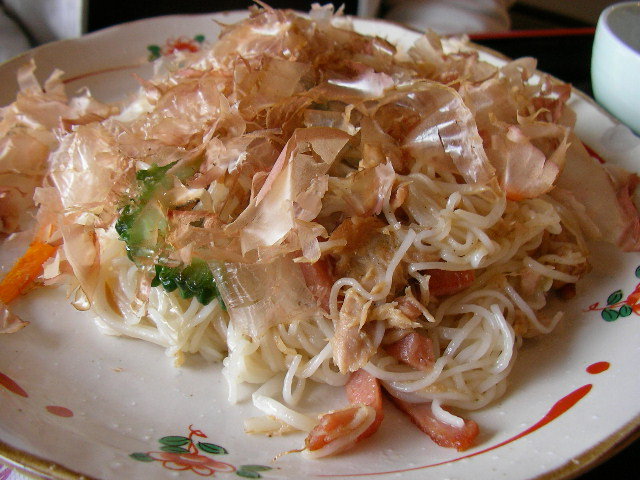
ソーミンチャンプルー

酢味噌素麺
愛知県の郷土料理。知多半島の半田市は江戸時代から酢の生産が盛んで、味噌との相性も良い。

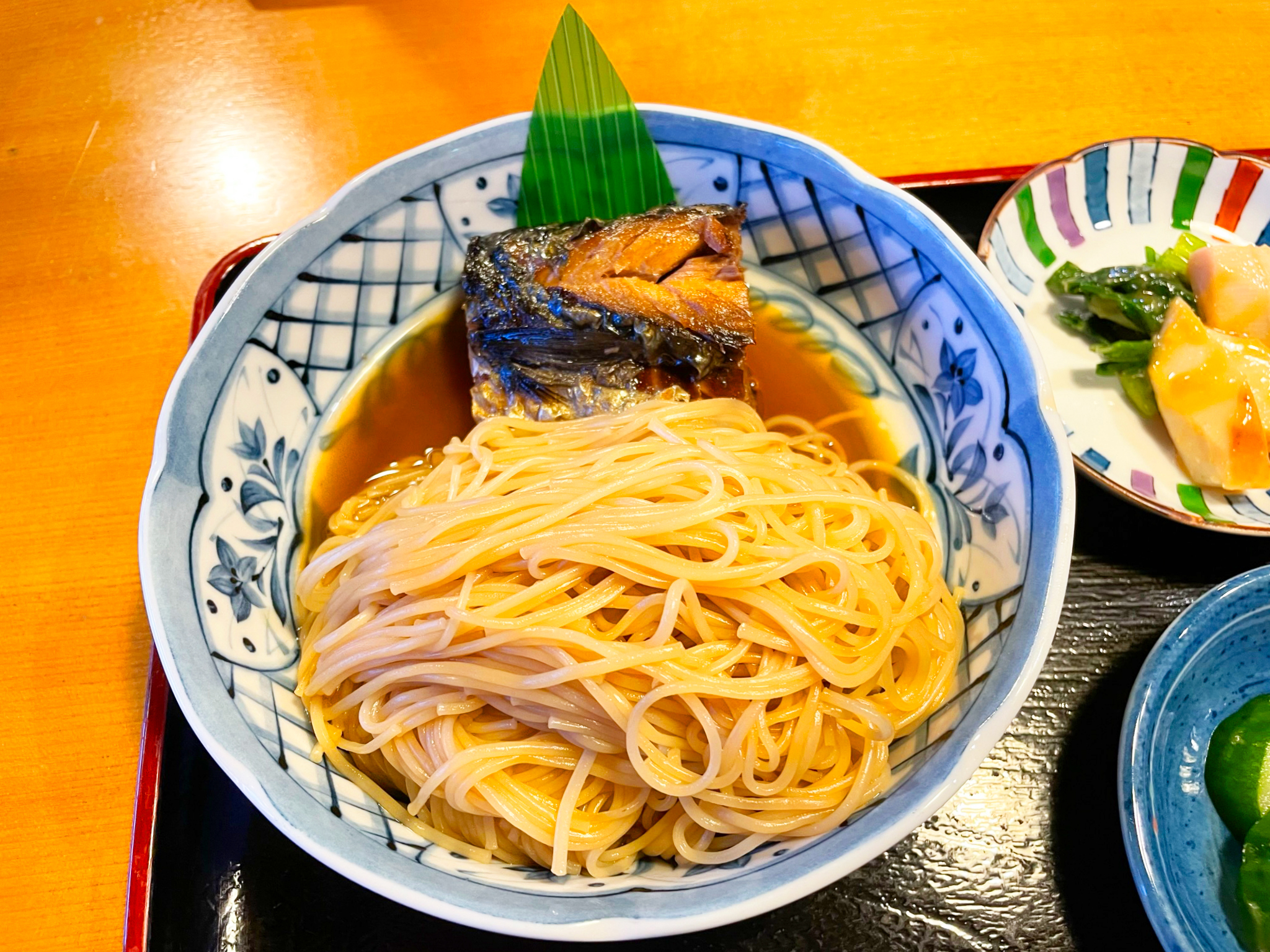
焼鯖そうめん
滋賀長浜市周辺の郷土料理で、鯖そうめんとも呼ばれる。焼き鯖をほぐして煮直してから和える。素麺は鯖の煮汁で煮る。

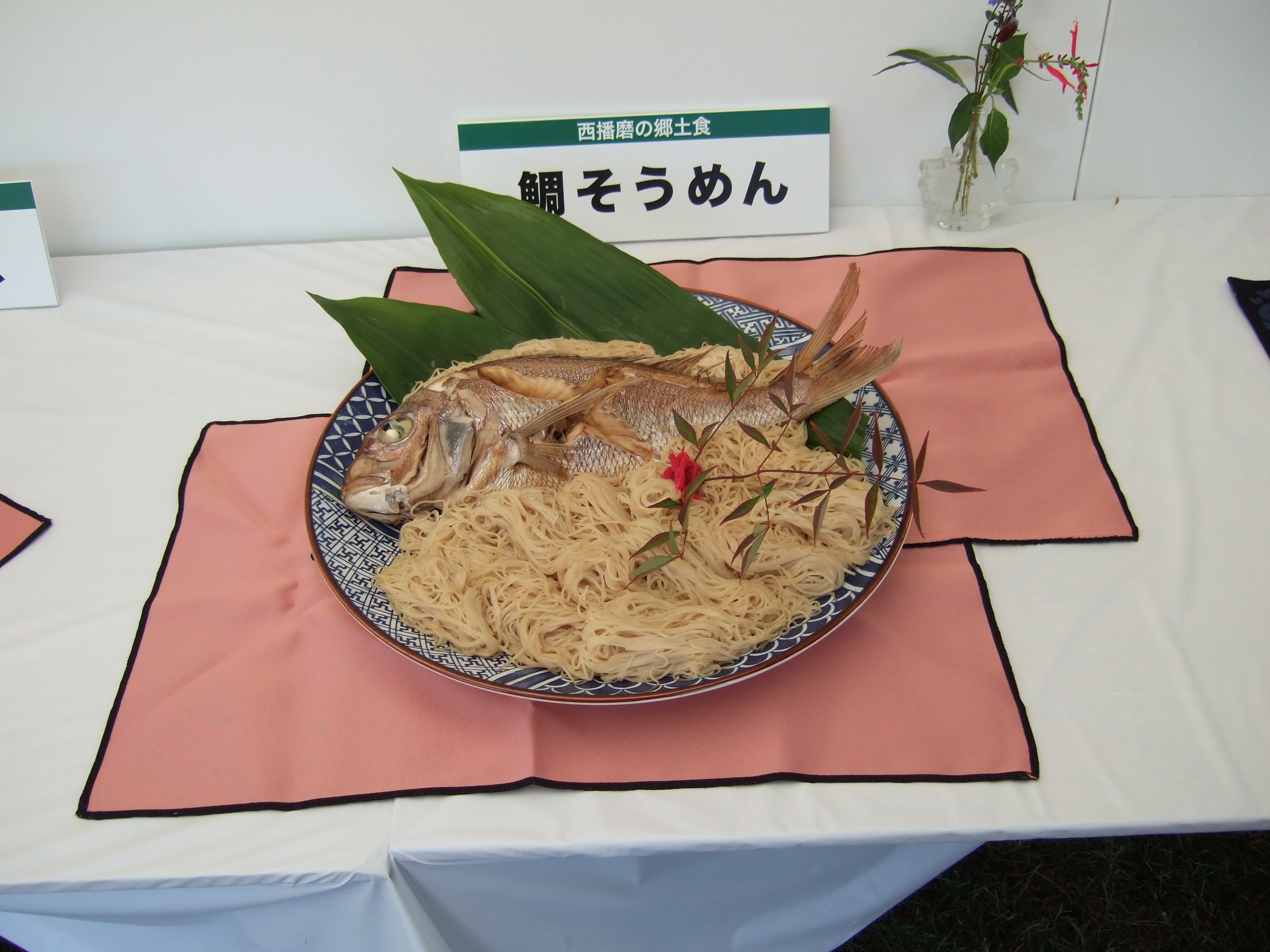
鯛素麺
瀬戸内地方や豊後水道沿岸地域に広く伝わる郷土料理で、鯛麺とも呼ばれる。冷やした素麺にタイの煮物を添える。かけ汁の場合と付け汁の場合がある。
そうめんちり
福岡県糸島市の郷土料理。鶏肉や野菜で作ったちりを素麺にかけたもの。
へちま汁
鹿児島県の郷土料理。小ぶりのヘチマを用いた味噌汁を素麺が入った器にいれ、ミョウガなどの薬味を添えたもの。
油そうめん
鹿児島県の奄美群島の郷土料理で、油ぞうめんとも呼ばれる。茹でた素麺を油のたれに絡めたもの。
ソーミンチャンプルー
沖縄県の郷土料理で、ソーミンタシヤー、ソーミンプットゥルーとも呼ばれる。固めに茹でた素麺を油でほぐし、ネギやニラ、ツナ缶、ベーコンなどの具とともに炒めたもの。
喜屋武そうめん
沖縄県南風原町喜屋武の祝膳料理。茹でた素麺に豚肉と鰹から取った出汁を吸わせて食べる。

## 日本国外の素麺

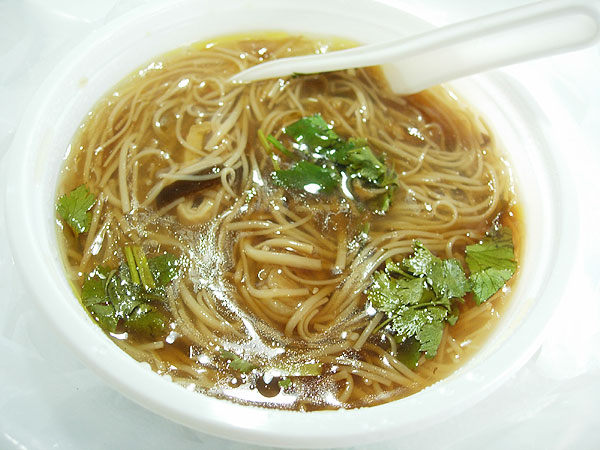
台湾のカキの麺線

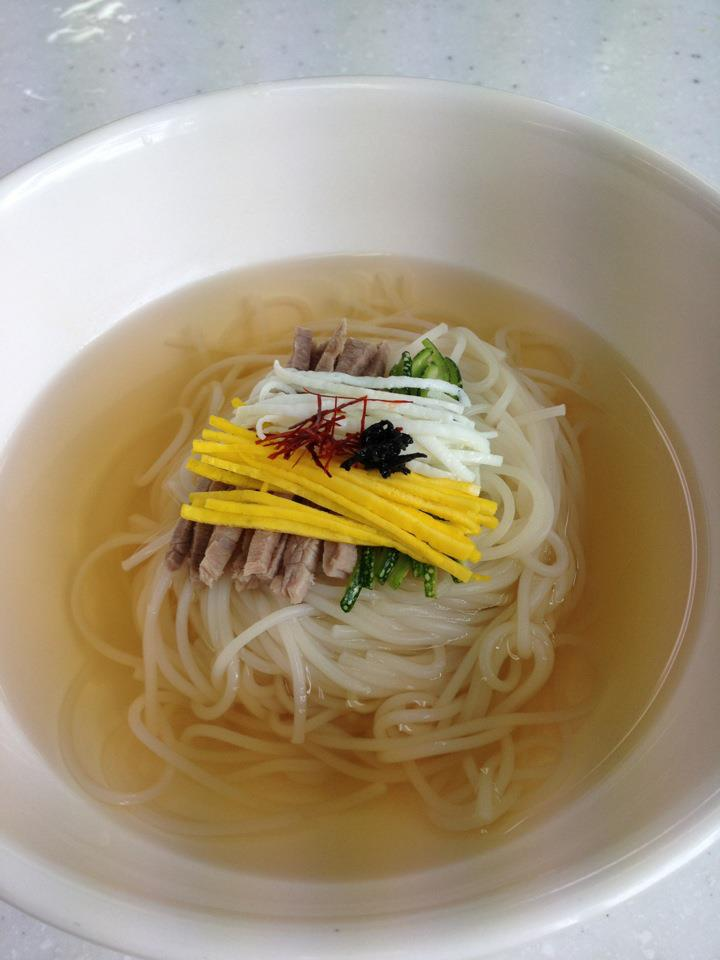
韓国の素麺・チャンチグクス

- 中国に機械素麺・手延素麺が現存する。福建省の福州周辺において線麺がある[注釈 7]。線麺は、北魏、唐、宋、元代に手工細麺と当初呼ばれ水引餅から索麺へ進化した。機械式までは、油を塗って、中国緑豆でんぶんを打粉にして、手延べしていた[29]。福建省南部の泉州では「麵綫 ミーソア」と呼び、「麵綫糊 ミーソアコー」と称するどろっとした煮込み麺にして食べることが多い。機械麺については河北省に「宮麺（コンミエン、gōngmiàn）」と呼ばれるものがあり、日本にも一時輸入されていた。
- 台湾では鰹節を使った出汁で煮込み、牡蠣、豚の大腸、野菜などの具を乗せた麺線が日常的に食べられている。
- 韓国でも素麺を「소면 ソミョン」と呼び、日常的に食べる文化が存在する。それに「ハレ」の食物として麺類が用いられる風習が一部にあり、結婚式等の祝い事の席やそれが終わった後に素麺が振舞われる事がある[30]。

## 日本国内の素麺産地
日本国内では近世から西日本を中心に素麺生産が盛んであった。これは原料となる小麦、水（軟水）、食塩（海水塩）の産地が近かったことが1つの理由である。

### 東北地方
卵麺岩手県盛岡市および奥州市一帯。卵黄と小麦粉を混ぜて麺を延ばす黄色い素麺。水分をあまり含まないため、伸びにくい。
稲庭素麺秋田県湯沢市稲庭町。稲庭うどんと同じ製法で作られる寒ざらしの手延べ素麺。油は用いないのが特徴。
白石温麺宮城県白石市。長さ10センチメートル程度の短い麺で、稲庭素麺と同じく製造に油は用いない。
三春素麺福島県三春町。明治初期に一度廃れたが昭和後期に復活し、それ以降に作られている麺の形状は平麺となっている。

### 中部地方
大門素麺
富山県砺波市。延ばす際に油を用いないのが特徴で、一般的なまっすぐの束ではなく丸髷状になっている。
和泉素麺
愛知県安城市。麺が乾燥する前に手で伸ばして生麺状態に戻す「半生もどし」という独特の製法（江戸時代より安城和泉地区で作られる製麺製法）で知られ、コシが強い。また、他産地の素麺は冬場の寒風に晒して干すのが一般的だが、この半生もどし麺は主に夏場に作られ、三河湾から吹き付ける湿った風を利用する。麺の長さは3メートル近くもあり、「和泉長そうめん」と称する。
大矢知素麺
三重県四日市市大矢知地区で冷や麦の産地として知られるが、江戸時代から続く素麺産地でもある。ミネラルに富む朝明川の水と鈴鹿山脈の颪（おろし）によって麺作りに適した気候となっている。

### 近畿地方
播州素麺
主産地は兵庫県たつの市、宍粟市、姫路市など。2008年（平成20年）現在、日本国内1位の生産高を誇る。播磨地方の良質の小麦、揖保川の清流、赤穂の塩など原料に恵まれていたことから素麺作りが盛んになったと言われる。江戸時代の上方では、摂津国の灘素麺に後塵を拝していた。しかし、近代になって市街化が進んだことによって灘が急速に衰退。それに伴って灘の職人が播州に出稼ぎに出て技術を伝えたことで、品質が向上したとも言われる（ブランドの詳細などは揖保乃糸を参照）。
淡路素麺
兵庫県南あわじ市（旧南淡町）。19世紀前半に漁師の冬の副業として広まり、最盛期には140軒の製麺業者があった。他の産地におされて衰退し、2010年（平成22年）には17軒だけとなっている。寒冷な季節に、昔ながらの製法で大量生産せず、2日行程で生産している。太さによって、淡路糸、御陵糸、おのころ糸の商品名がある。技法を生かしたご当地グルメとして、淡路島ぬーどるが開発された。
三輪素麺
奈良県桜井市三輪地区。最も素麺作りの歴史が長く、全国に分布する素麺産地の源流はほぼ三輪からであり、古く素麺の相場は三輪で決められていた（当時から生産量は少なく、主に島原から買い上げていた。この傾向は産地偽装問題が発覚する2000年（平成12年）頃まで続き、その当時では三輪素麺の7割は島原産であった）。現在でも島原など他県からのOEMによる場合があるが、その場合は「三輪素麺」の名を冠しなくなっている（詳細は三輪素麺を参照）。かつては綿花の産地に近かったため、綿実油を使って延ばすのが特徴である。

### 中国地方
備中素麺
岡山県浅口市。鴨方素麺（かもがたそうめん）、かも川素麺とも呼ばれる。古くから「麦切り」という麺類の一種が朝廷に献上された歴史を持つ。現在で言う素麺の生産は江戸時代後期から始まったもので、播州から手練れの職人を招いて技術を学んだものである。そして播州と同様に、良質の塩と水、小麦などの原料が揃っていたことから一大産地に成長した。また、同産地では手延べうどん（備中うどん、鴨方うどん）も生産している。
菊川そうめん
山口県下関市菊川町(旧豊浦郡菊川町)。菊川手延べそうめん、菊川の糸とも呼ばれる。1972年（昭和47年）当時、旧菊川町の農家の間で農閑期に作られていた、麦の保管輸送用に稲わらで編んだカマスの需要が低迷したことから、その打開策として作られ始めた。非常に麺のコシが強く、伸びにくい特性を持つ。

### 四国地方
半田素麺
徳島県つるぎ町（旧半田町）が産地。起源は諸説があるが、天保時代に吉野川の船頭が、家族の自給用や副業として始めた説が有力である。宝暦4年（1754年）に書かれた『日本山海名物図会』には、この素麺に関する記述がある。他の素麺より太いのが特徴で、それにより過去には素麺とは別の名を付けられそうになった時期がある（現在は『乾めん類品質表示基準』が改定された事により基準上も正式に「手延べ素麺」となった）。
小豆島手延べ素麺
小豆島（香川県土庄町や小豆島町）が産地。酸化しにくい胡麻油を使って延ばす。島の光、瀬戸の風などのブランドがある。
五色素麺
愛媛県松山市。伊予節にも歌われた名物。白に加え、赤（梅肉）、緑（抹茶）、黄（鶏卵）、茶色（そば粉）の五色が彩りを添える。

### 九州地方
神埼素麺
佐賀県神埼市。機械麺において日本国内3位である。機械製麺の発祥地で、真崎照郷が明治7年（1874年）、製麺を機械化する事を思い立ち、鉄工場を創設。明治16年（1883年）に製麺機を発明（明治13年（1880年）発明との異説あり）。以降は機械製麺が発展し、それにこだわりを持つ職人も少なくない。独特のコシの強さで知られ、冷して食するほか、温めて食べる「にゅうめん」でも有名。2006年、商標法に基づく地域団体商標（地域ブランド）として県内初登録。
島原手延そうめん
長崎県南島原市などが産地。全国で2番目の生産量である。発祥については諸説ある。島原の乱で人口が激減したため、幕府の政策で、四国から移住させられた人々（公儀百姓）の素麺づくりを起源とする説（小豆島伝来説 / 乱後移民伝来説）と、中国伝来説などがある長崎では唐寺における仏事や一般の食生活として素麺が積極的に生産され、約400年前、島原半島にこれらの僧によってその製法が伝えられたとする説である。今でも福建省福州市では、長崎県南島原市で昔使用されていたこね鉢、巻き鉢、室、牛頭、バラ（竹で編んだ入れもの）などと同じような道具が使用されている。また、遣唐使のルートとして長崎平戸・五島列島があり、手延べの五島うどんが存在することや、肥前日野江藩（のちの島原藩）の藩主晴信の嫡男・有馬直純は当時の幕府への献上品に「素麺二千貫（御献上並び御進物用、江戸へ御仕送物）、素麺十五貫（御参勤の節、九月より霜月まで三度の御仕出）」を贈ったとの記録が当時の文献「国乗遺文」にあることから、島原の乱以前から素麺づくりが行われていたことが証明されており、中国伝来説が現在は有力と考えられている。品質に優れ、古くから三輪に供給されていた実績を誇り、全国へ流通される近年になってブランド力を高めている。
南関そうめん
熊本県南関町。麺が非常に細い白髭素麺と曲げ素麺の二種がある。詩人北原白秋の好物だったとされ、『掛けなめて 玉名乙女が こきのばす 翁そうめんは 長き白糸』『手打ち素麺 戸ごと掛けなめ 日ざかりや 関（せき）のおもては しずけかりにし』と詩を詠んでいる。将軍家、明治天皇などに献上された歴史を持つ。 昔ながらの製法として、全国でも珍しい手捏ね手延べという手間のかかる素麺である。最盛期である明治中期には200を超える製麺所があり、すだれのように長く延ばした素麺干しの光景が数多く見られた。現在でも、町内で10軒の製麺所が、昔と変わらぬ伝統の味と製法を守り続けている。伝えられた当時のままの製法で受け継がれている白髪素麺は、両切りの極細で半分ほどが節となる製法であったが、江戸後期にそうめんの束ね枠が考案されてからは曲げそうめんが現在の主流となる。前日に手でこねた生地を一晩寝かせて小指大のひも状にまとめ、細長い生地をさらに細くもみのばしながら2本のシノダケに巻きつける。巻き終わった生地をムロでやすませ、様子を見ながら少しずつ引き伸ばす。およそ30cmの長さだったそうめんの生地は、2から3回ひかれ最終的には8mほどまで引き延ばされる。南関そうめんは1年を通して製造されるが、寒さの厳しい時期につくられたものがコシが強いとされる。
五島素麺
長崎県五島列島。五島うどんの産地として知られるが、素麺も生産している。五島うどんの製法を引き継ぎ、引く油には椿油などを用いることが多い。手延べも多く、コシが強いのが特徴。

### 衰退した産地
江戸時代には隆盛を極め、幕府などにも献上された歴史を持っていたが、都市化、後継者不足、水質悪化、機械製麺の興盛などの影響により産地が消滅した地域。
小川素麺（埼玉県）
埼玉県比企郡小川町。『新編武蔵風土記稿』に名物との記述がある程の産地であったが、小川和紙が隆盛した事に伴い、素麺を生産していた家々が徐々に和紙生産へと転換し衰退。
久留里素麺（千葉県）
千葉県君津市久留里地区。良質の水に恵まれ、江戸幕府にも献上された歴史を持つ一大産地であった。
輪島素麺（石川県）
石川県輪島市。大門素麺は輪島素麺に勉強に行って発祥したと言い伝えがある。いわば大門素麺の祖先。
河内素麺（大阪府）
大阪府枚方市。近代に至るまで隆盛を極めたが、都市化や環境の劣化に伴って次第に衰退。21世紀に入る頃には自家消費での生産がわずかに残る状態であったが、伝統を受け継いでいた最後の農家が2012年（平成24年）に生産から撤退。その後、地元在住者が技術と生産の継承に取り組んでいると報じられ、2020年現在では同市の「藤井米穀店」が生産している。枚方市#伝統産業も参照。
灘素麺（兵庫県）
兵庫県神戸市東灘区など。灘目そうめんとも呼ばれる。三輪から技術を伝えられ、魚崎地方を中心に発展し、江戸時代には上方の代表産地として名を馳せ、後に灘素麺の技術は播州、鴨方など他産地に伝播した。明治時代後期から都市化などにより水車産業が急速に衰退し、東灘区では作られなくなったものの、同市北区の米穀・食品販売会社「つくしや」が2012年（平成24年）以降、「神戸素麺　灘乃糸」として生産している。

## 素麺と食風習
- 素麺は祝い事や忌み事の席で食べられる例が多い。祝食としては、壱岐を中心とした九州地方で食べられる鯛素麺や広島県の婚礼に供される「鯛麺」、滋賀県の長浜市を中心とした湖北地方で食べられる焼鯖素麺が有名である。他に禅宗寺院では「祝麺」と呼んで祝い事の昼食に素麺を食べる習慣がある。忌み事としては、通夜ふるまいや法事の斎席で「にゅうめん」が出される地方が見られる。盂蘭盆会の精霊膳やえびす講の供膳にそうめんを供する習慣は全国に見られ、祖霊や神仏に供えられると共に親類縁者が集まって食べる例が多い。
- 仙台市などでは七夕に魔除けや子供の健康を願って素麺を食べる習慣がある。これは、幼くして死んだ子供が幽鬼となって疫病を流行らせたので、生前好物だった索餅を供えて供養したところ災厄が治まったという中国の故事に由来している。
- 主にひやむぎの麺に入っているケースが多いが、赤や緑の彩色麺が素麺にも数本入っている場合もある。これは、製麺所が素麺の麺束にこれらの彩色麺を混入しているためである[50]。この風習は、1980年代後半までは関東地方（東京）などを中心見られたが、1990年代には縮小していき、大多数が白一色の素麺になってしまった。しかしその一方で、一部の製造業者が現在でもこの風習を続けている[50]。
- 宮崎県北部では、オオスズメバチの幼虫を使った素麺を食べる習慣がある[51]
- 鹿児島県は、素麺の消費量が日本一と言われており、県内にはそうめん流しの店舗が多数ある。そのほか、喜界島では伝統行事として、『ソーメンガブー』という行事も行われている[17]。家庭料理では、前述されている『油そうめん』や『へちま汁』をはじめ、素麺にスイカや缶詰のミカンなどのフルーツやキュウリを和えて食べる家庭もめずらしくない[17][52]。ミガシキなどの様々な具材によるにゅうめんは、法事などでの定番料理であり、お盆の時期には団子などと共に素麺を供えることも多い[17]。昔から祝いごとの行事にはつきものとされ、お中元やお歳暮の定番にもなっている[17]。
- 鹿児島県の喜界島では、毎年10月か11月頃の高祖祭（）[注釈 8]から数えて3日目に、日本の奇祭の一つとされる『ソーメンガブー』という伝統行事が開催されている[53][54]。中里集落の島遊びで行われるこの祭りは、中里集落公民館の屋上や特設された櫓の上から、放り投げられた素麺を老若男女が奪い合うというものだが、年寄りにタックルしてはならないものの他人の素麺を奪ってもいいというルールがある。素麺を取られぬようすぐ懐に入れないと奪われてしまうほか、他人の家の中から鍋やザルごと素麺を持っていっても良いというルールもある[53][54][注釈 9]。獲得した素麺は、その日のうちに家族や仲間らと食べることで、無病息災のご利益があるとされている[53]。中里集落の五穀豊穣や安全祈願を願って100年以上続く伝統行事で、祭の起源については諸説あり、明治時代に祭を楽しんだ後の青年たちが、集落で料理を振る舞っていたとき、娯楽として面白がって素麺を奪い合う形になったのが始まりという説や、「ガブー」とは本来「握り飯」を指しており、明治になり稲作が乏しいこの集落でも素麺が手に入るようになったことで、元々は主に握り飯などだった食料が素麺に代わっても「ガブー」という言葉が残ったが、食糧難の時代に素麺を配給のように分け合い、その素麺を親のため子のためと一本また一本と取っていたことが始まりという説、かつて酒や米を持ち寄り住民に振る舞った行事が、素麺を投げる行事に変わったという説がある[54][55][56]。
- 東京都では近年、つけそうめん、しらすと大根おろしと梅干に冷たい鰹だしをかけたそうめん、鴨南蛮そうめん、明太子にクリームソースを混ぜたそうめん、メレンゲにした卵やオリーブ・オイルなど、洋食風やイタリアンなそうめん、トリュフ、ふかひれ、オマール海老など高級食材と組み合わせたそうめんなど、創作そうめん料理の専門店が、女性客を中心に人気となっている[57][58][59][60][61]。

## 類似名称の食品
- 素麺に形が似ていることから名付けられている食品に、魚肉練り製品の魚素麺、鯛そうめん、卵を使った菓子の鶏卵素麺がある。他に刺身のイカを千切りにしたイカそうめんや山芋を素麺風に仕立てたものなどもある。またスルメの味付けしたものを千切りにした珍味のスルメそうめんもある。
- 中国語における「素麺（素麪、素麵、素面）」は精進そばの事を指し、細麺を使うとは限らない。肉類やネギなどの生臭い具や出汁は用いない。清の袁枚が著した『随園食単』には、揚州定慧庵に伝わる素麺出汁の取り方として、きのこを煮て一晩置き、筍の煮汁を合わせて作ると記載されている。

## ギャラリー

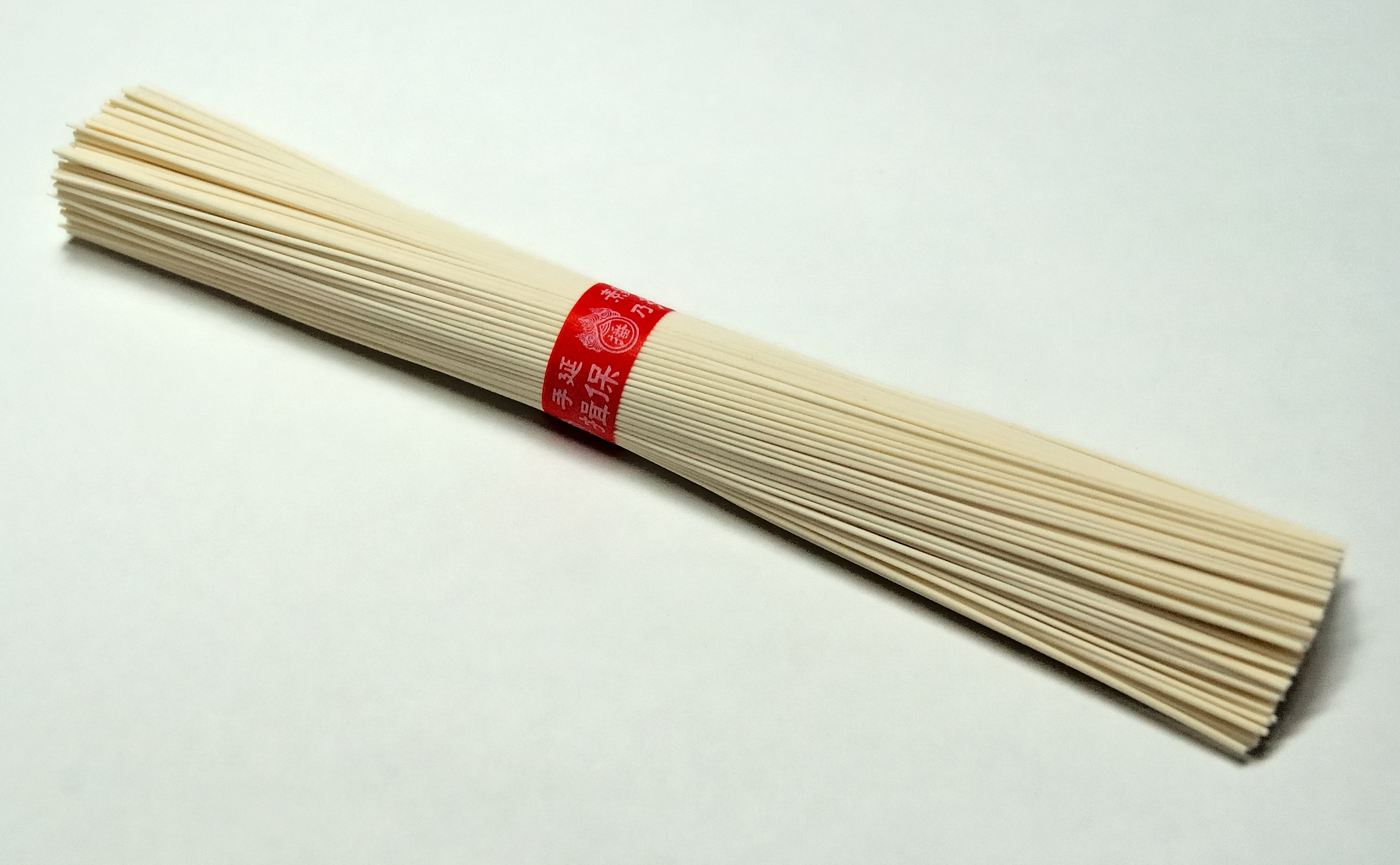
素麺（乾麺）
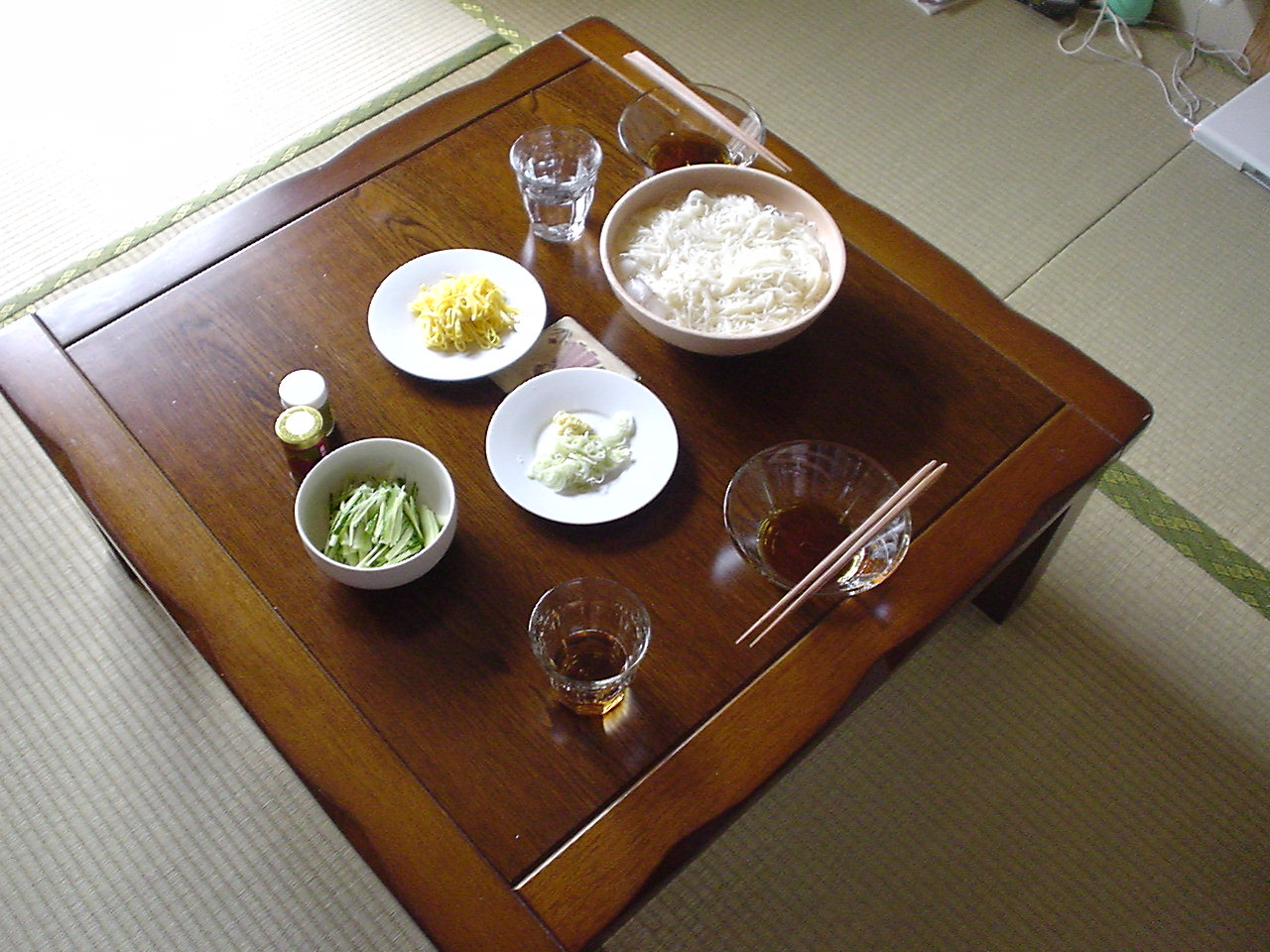
冷や素麺
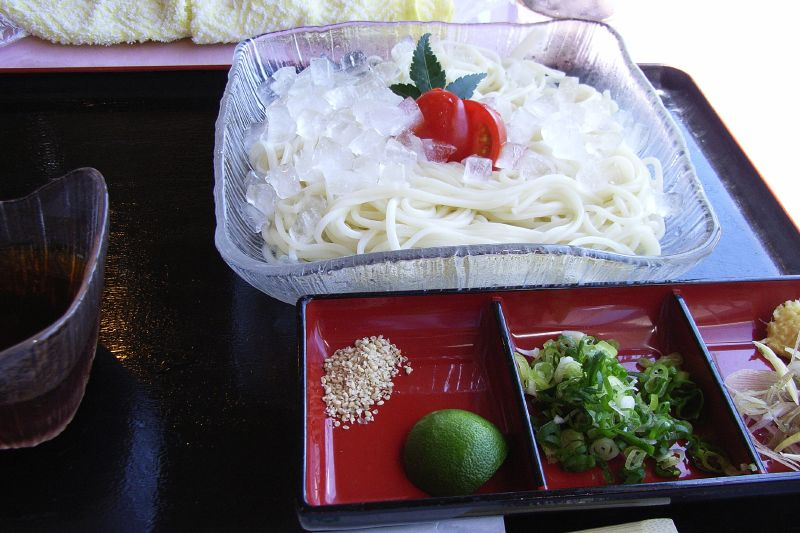
冷や素麺と薬味（右下）
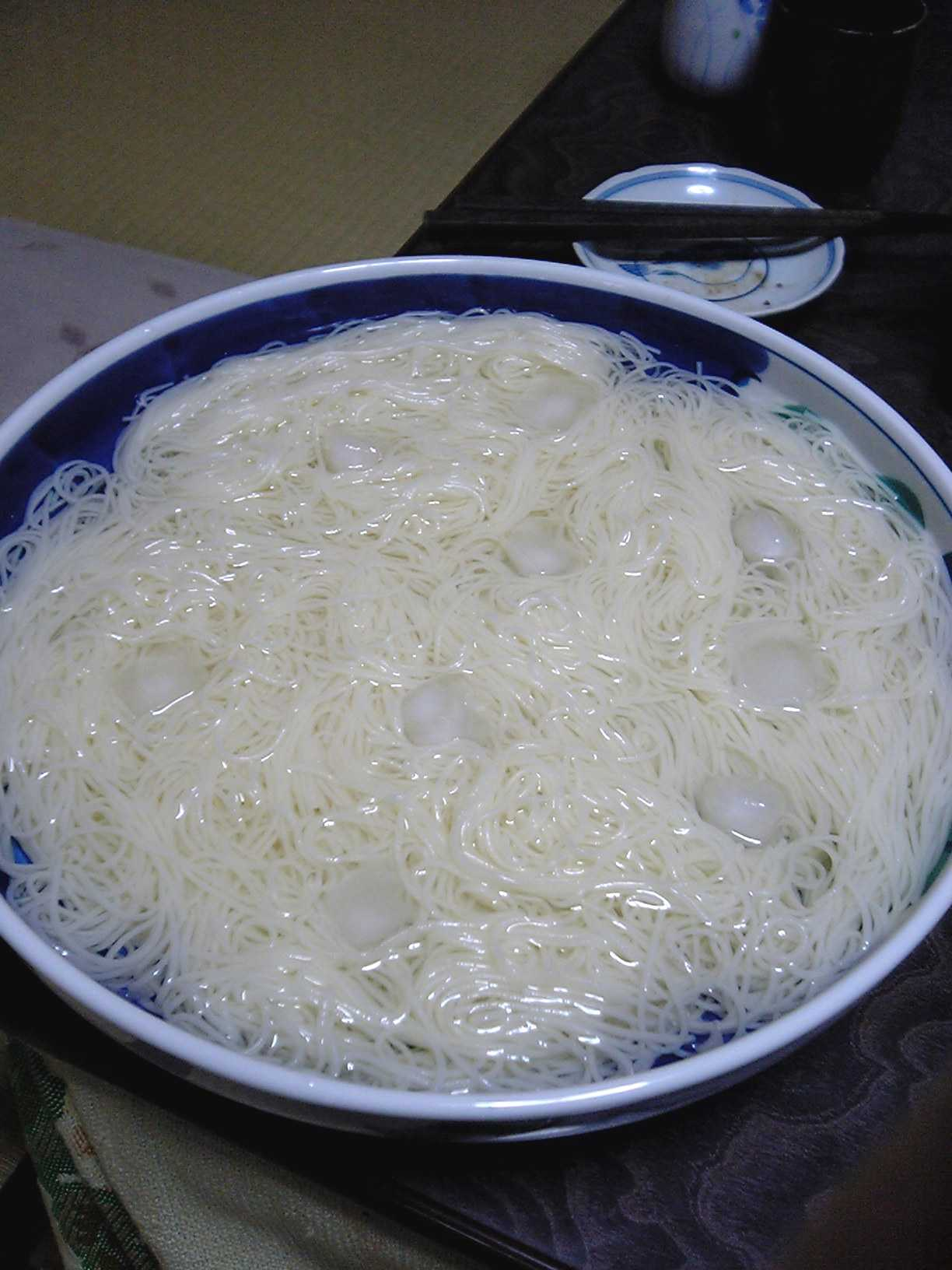
家庭で出される素麺
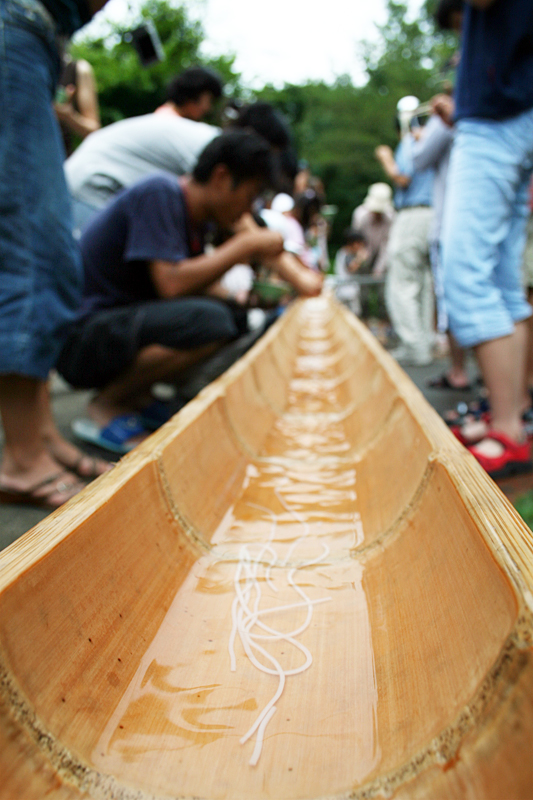
流し素麺の情景
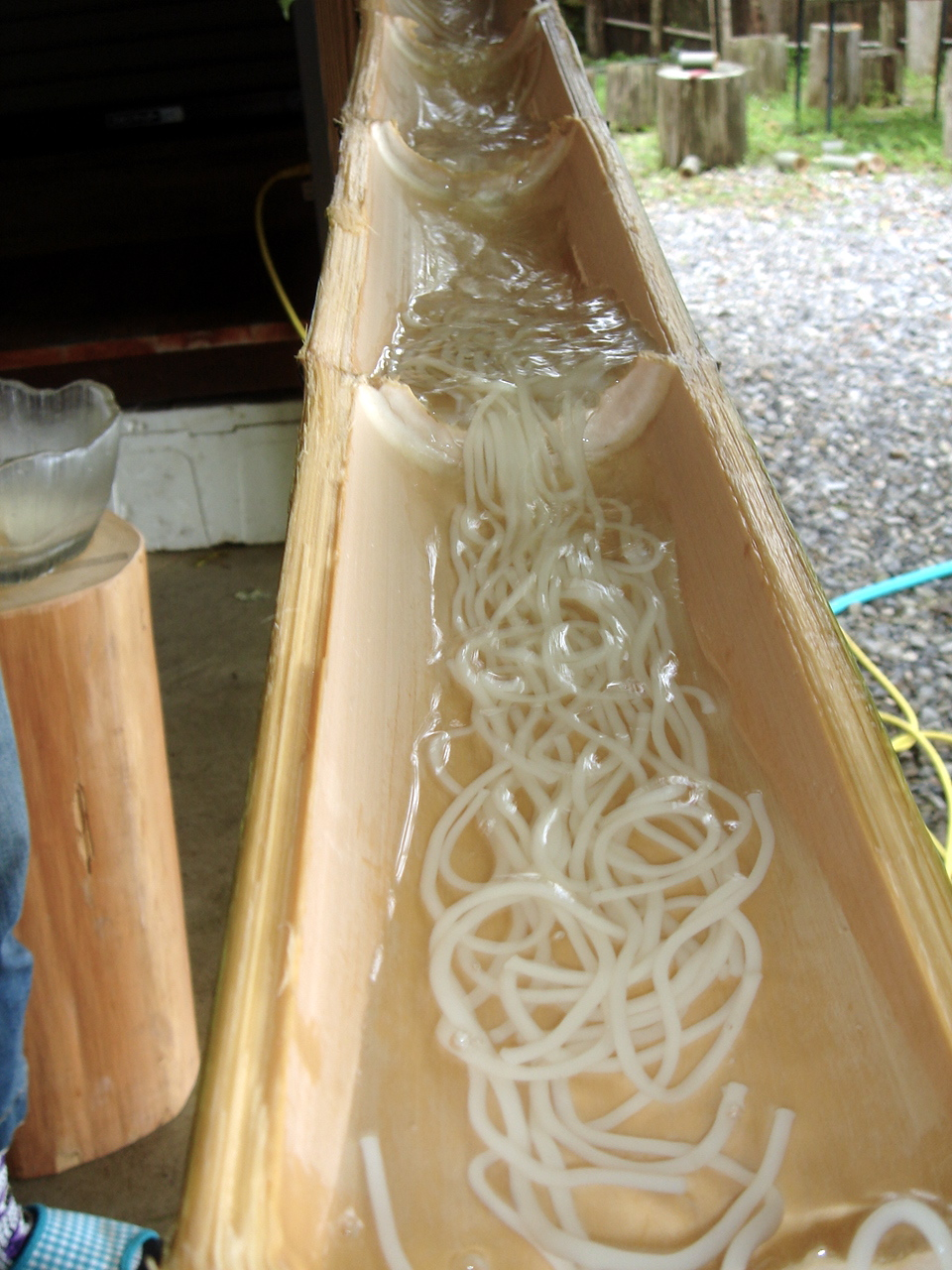
流し素麺
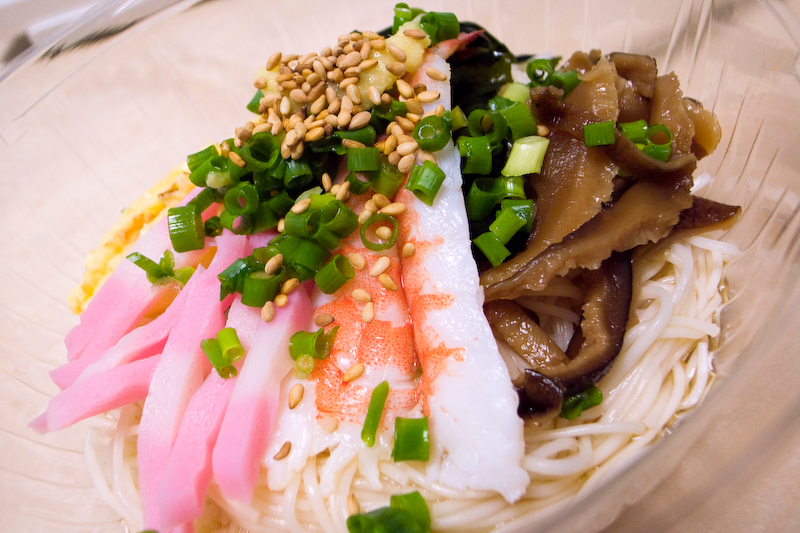
ちらしそうめん
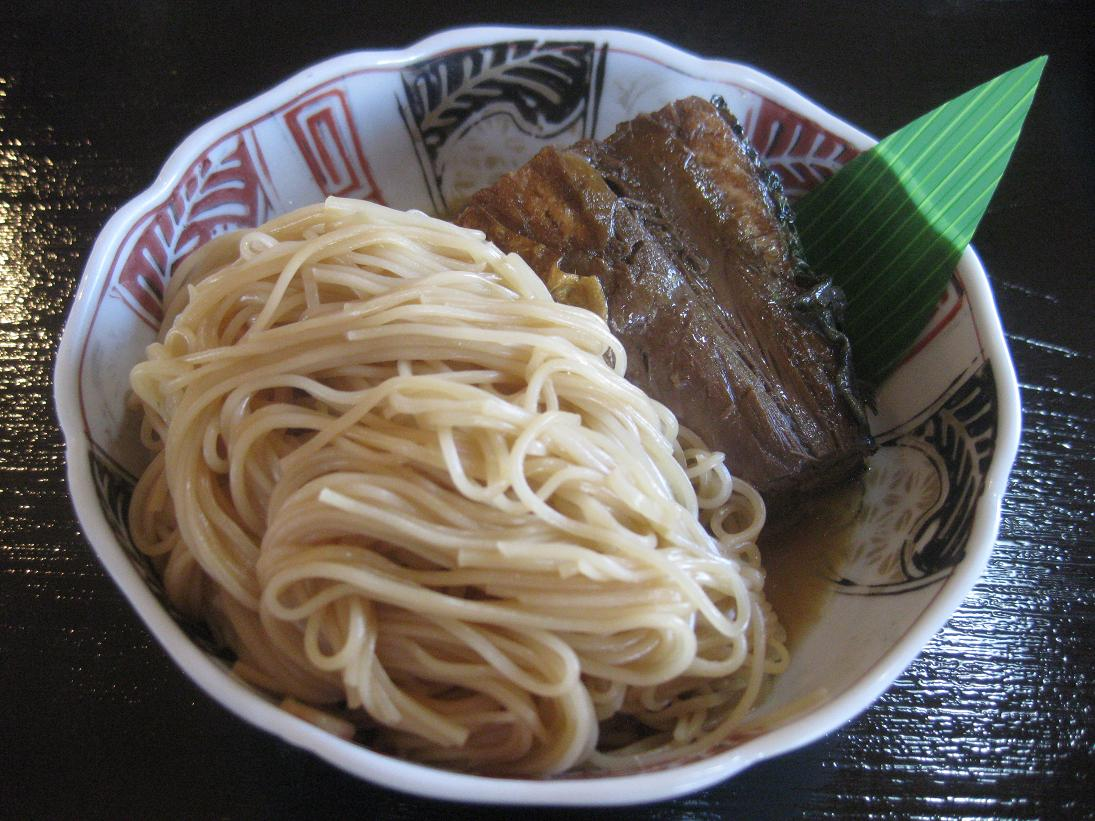
焼鯖そうめん
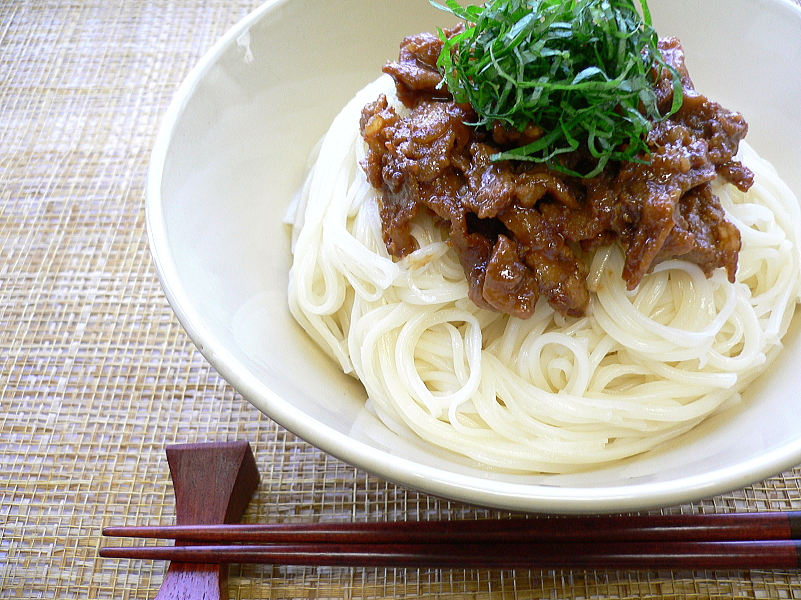
肉味噌そうめん（阿波・徳島の半田そうめんを使用）